# Jean-Henri de Frankenberg
Jean-Henri, comte de Frankenberg (ou Johann Heinrich von Frankenberg), né le 18 septembre 1726 à Gross-Glogau en Silésie (aujourd’hui Głogów, en Pologne) et mort le 11 juin 1804 à Bréda (Pays-Bas) était un prélat du Saint-Empire, archevêque de Malines de 1759 à 1801 et primat des Pays-Bas. Il fut créé cardinal en 1778.

## Biographie

### Jeunesse et formation
Enfant unique né dans la famille illustre des comtes de Frankenberg (de), proche de la maison impériale d'Autriche, Frankenberg étudie d'abord au collège jésuite de Gross-Glogau et à l'université de Breslau. Il est ensuite à Rome. Résidant au Collegium Germanicum, il obtient un double doctorat - théologie et droit canonique - à l'université grégorienne. Il est ordonné prêtre le 10 août 1749. 
Ses études terminées il revient dans Empire où de 1750 à 1754 il est secrétaire de l'évêque de Gorizia (maintenant ville italo-slovène). De 1754 à 1756 il est doyen du chapitre de l'église collégiale de Tous-les-Saints à Prague. Ensuite, de 1756 à 1759, doyen à Alt-Bunzlau (Bohème).

### Archevêque de Malines
Le 27 mai 1759 Frankenberg est nommé archevêque de Malines, et primat des Pays-Bas. Homme intègre et de devoir, il jouit de plus de la protection de l'impératrice Marie-Thérèse qui le respecte et l'admire. Cela lui permet de s’opposer aux immixtions du gouvernement impérial dans les affaires de l'Église des Pays-Bas. Marie-Thérèse tente de lui obtenir un transfert à l'archevêché de Vienne, mais sans succès. Elle lui obtient cependant la dignité cardinalice. Frankenberg est créé cardinal par Pie VI le 1er juin 1778. Il avait choisi pour secrétaire l'écrivain néolatin bruxellois Jean-Charles d'Abremes.
En 1780, avec l'avènement de l'empereur Joseph II, disciple des Philosophes et "despote éclairé", les relations avec le pouvoir politique deviennent difficiles. L'empereur tente de prendre le contrôle de l'Église et d'en faire un simple rouage de l'administration de l'empire (le joséphisme). À sa manière, aristocrate, courtoise et discrète, Frankenberg s'y oppose courageusement, mais en vain. Son attitude amène mais infructueuse lui attire de virulentes critiques.

### Conflit autour du grand séminaire
Un sérieux conflit se développe autour de la formation des prêtres. Joseph II crée son grand séminaire à Louvain en 1786 : les évêques des Pays-Bas ont obligation d'y envoyer leurs séminaristes après avoir fermé (sur ordre impérial) leurs propres séminaires diocésains. Le grand séminaire joséphiste est un instrument au service de la réforme ecclésiastique voulue par l'empereur. L'enseignement y est ouvertement contraire à la doctrine traditionnelle de l'Église, particulièrement en ce qui concerne la fidélité à Rome. Les séminaristes s'agitent et le quittent en masse. Mécontent, Joseph II convoque Frankenberg à Vienne. Malade, isolé et menacé de détention indéfinie le cardinal signe une déclaration équivoque reconnaissant l' « obligation dans laquelle il se trouve de se conformer aux décrets impériaux concernant le grand séminaire ».
De retour dans son diocèse et encouragé par une opinion publique catholique fort montée il informe le gouvernement qu'il ne lui est pas possible de reconnaître le grand séminaire joséphiste. Aucune menace ne le fera plus changer d'avis. Dans une déclaration publique il condamne la doctrine qu'on y enseigne. Le document fait grand bruit dans les Pays-Bas autrichiens.
Éclate alors la révolution brabançonne (1790) très largement causée par un rejet des réformes dites « progressistes » de Joseph II. Le cardinal de Frankenberg est accusé de l'avoir encouragée, si pas fomentée. On cherche à l'arrêter. Il entre dans la clandestinité d'où il se défend : « Je prends ciel et terre à témoin que je n'ai eu aucune part en cette insurrection. Le pays entier des Pays-Bas me fera justice à ce sujet ».

### Troubles politiques

Portrait de Frankenberg.

À travers les troubles politiques et les régimes se succédant, les États belgiques unis (1790), le retour des Impériaux (Octobre 1790) et l'arrivée des troupes françaises (1793) Frankenberg reste neutre et se tient à distance des questions politiques. Il ne fait pas de doute cependant que pour lui, la légitimité politique se trouve du côté du Saint-Empire. Frankenberg est avant tout homme d'Église. Avec l'arrivée des français il perd ses revenus mais décline la pension que le gouvernement veut lui octroyer en dédommagement. Il déclare son opposition au serment constitutionnel qu'on veut imposer au clergé, et est finalement expulsé des Pays-Bas (1797).

### Exil et mort
Âgé, malade et sans revenus il s'installe à Emmerich-sur-le-Rhin où, avec le prêtre namurois Corneille Stevens, il continue à mettre en garde contre les membres assermentés du clergé. Son courage et sa fidélité indéfectible à Rome lui valent l'admiration des papes Pie VI et Pie VII. En déférence au souhait de Pie VII, et pour permettre le passage au régime concordataire signé en 1801, - dernière abnégation - Frankenberg démissionne de son siège de Malines le 28 novembre 1801.
Sur la demande du gouvernement français qui voit en lui un conspirateur, il est expulsé d'Emmerich par Frédéric-Guillaume III de Prusse. Frankenberg réside alors à Borken dans la principauté épiscopale de Münster (1801) et lorsque celle-ci est supprimée, il s'exile à Bréda, où il meurt le 11 juin 1804.

### Sources
- Académie royale de Belgique, Biographie nationale